# Provincia Nuestra Señora de Gracia del Perú
Los agustinos en el Perú se encuentran organizados en tres vicariatos, que están organizando una Federación, y la Provincia Autónoma de la Orden de San Agustín. Actualmente la Provincia tiene como prior provincial al M. R. P. Fr. Hernanis Díaz Guzmán, O.S.A.

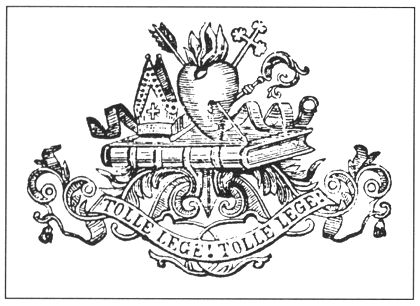
Escudo de la Orden de San Agustín.

## Historia
El primer agustino que llegó al Perú fue el P. Agustín de la Santísima Trinidad, que vino con la finalidad de preparar hospedaje a los fundadores, y que debió desembarcar en 1548, pero no tuvo la dicha de recibir a sus hermanos. Se acepta unánimemente por los historiadores que los religiosos de la Orden de San Agustín llegaron a ese país en 1551. Eran doce y, después de embarcar en Sanlúcar, llegaron a Lima el 1 de junio. Se alojaron en una de las casas de sus bienhechores, el matrimonio de Hernán González de la Torre y Juana de Cepeda, cerca de lo que hoy es la parroquia de San Marcelo y que, durante 22 años, constituyó el primer convento en la capital del Virreinato del Perú. La fecha fundacional de esta provincia agustiniana que abarcó los límites del Perú y Bolivia, fue el 19 de septiembre de 1551.
A los doce fundadores se unió el padre Juan Estacio, exprovincial de la de México y confesor del virrey Antonio de Mendoza y el padre Juan de la Magdalena. El padre Estacio fue elegido provincial, pero la dependencia de la Provincia de Castilla continuó por unos años. El Capítulo de 1551 nombró prior del Convento de Lima al padre Andrés de Salazar. En el segundo capítulo, el de 1554, se aceptó el Convento de Huamachuco y se nombró por prior al padre Juan de San Pedro. El tercer convento, situado en Trujillo, será reconocido en el capítulo de 1560; pero en el trienio 1557-1560, ya se pudieron a caminar los conventos de Conchucos, Leimebamba, Cusco y Paria, aceptados jurídicamente en el Capítulo de 1560. Cusco será uno de los principales conventos. Conchucos y Laymebamba pasaron a sacerdotes seculares; Paria pasó también, pero la Real Audiencia de Charcas le reintegró a la Orden.
En 1578, se erigió el nuevo convento de Nuestra Señora de Gracia conocido por todos como convento de San Agustín entre los jirones Ica y Camaná, más cerca de la plaza de Armas, por mandato del Provincial Fray Luis López de Solís, quien luego fue obispo de Quito; pero ocasionó el malestar de dominicos y mercedarios siendo la cuestión solucionada por el arzobispo de Lima Fray Jerónimo de Loayza, quien colocó la primera piedra del convento.
Gran parte de la historia de la fundación de la Provincia fue recopilada en su Crónica Moralizada del Orden de San Agustín en el Perú del padre agustino Fray Antonio de la Calancha
Los principales centros de la presencia agustina en el Perú durante esos años fueron tres conventos:
- Convento de Nuestra Señora de Gracia en Lima, única casa que no expropió el gobierno de Simón Bolívar y que la Orden aún mantiene, y es Casa Madre para numerosos conventos y provincias agustinas en América Latina.
- Convento de San Agustín de Trujillo, hoy bajo la custodia de los frailes franciscanos
- Convento de San Agustín de Cuzco, hoy en ruinas y sobre él se levanta un hotel.

## Provincia en elsigloXX
Para fines del siglo XIX la provincia peruana estaba con una escasez de hermanos, por lo que la Provincia del Santísimo Nombre de Jesús de Filipinas, gobernada por padres agustinos españoles, mandó un grupo de misioneros agustinos españoles para revitalizarla. Así llegó el padre Eustasio Esteban y otros frailes, entre ellos el padre Ignacio Monasterio. El padre Eustasio llegó al Perú en 1894 y refundó, el 5 de marzo de ese mismo año la Provincia de Nuestra Señora de Gracia bajo el cuidado de la Provincia de Filipinas, fue el superior provincial, cargo que dejó para luego ser elegido prior provincial de Filipinas y luego general de la Orden.
Antes de 1903 había funcionado en el convento de Lima la Escuela de Primaria "Santo Tomás de Villanueva". Desde 1903 y hasta 1955, lo hizo el "Colegio San Agustín", fundado por el padre Ignacio Monasterio. En 1955 se trasladó la institución al nuevo local del distrito de San Isidro. En 1957 construyó sección de kindergarten; en 1958 levantó la capilla; en 1963, la piscina; siguieron después el coliseo cerrado, el laboratorio de idiomas, nuevos gabinetes, nueva sección de kindergarten en Monterrico y 16 nuevas aulas en Javier Prado, además del Centro de Computarización. 
De otro lado, en el antiguo convento, se abrió, en 1958, el espacio de "Galerías de San Agustín" para tiendas y oficinas de renta. En 1967 se habilitó la playa de estacionamiento vehicular y el "Portal de San Agustín", también para alquiler. En 1984, el 25 de marzo, se inauguró la Iglesia del Convento, tratando de rescatar su antiguo estilo colonial. En una de sus capillas, reposan los restos del padre Eustasio. En 1985, el mismo convento mejoró notablemente sus instalaciones habitacionales con servicios individuales. 
En 1907 se aceptó la parroquia de Santo Toribio de Chosica y su primer párroco fue el padre Rangel, peruano. En 1911 se abrió el Colegio Santa Rosa de Chosica para Primaria, Secundaria y sección de internado que duró hasta finales de 1971. Actualmente la institución funciona en unos nuevos locales y, separado del plantel, tiene buenas instalaciones deportivas. La presión demográfica obligó a una reestructuración parroquial, naciendo así las Parroquias de San Nicolás de Tolentino y de Nuestra Señora de Lourdes (antes San Fernando). 
En 1934, gracias a la donación de los hermanos Vizquerra, abrió sus puertas, junto al Seminario Menor de Santa Mónica, una escuela de Primaria que no duró muchos años. La Villa de Arnedo (Chancay) se benefició espiritualmente con los dos años que tuvo, como párroco, al padre Ordaz, que restauró totalmente la parroquia en 1945, tras el terremoto de 1940 que la deshizo. 
En los últimos 30 años son tres las parroquias y templos respectivos que los agustinos han aportado en Lima: la de Santa Mónica, erigida el 25 de marzo de 1965; por retiro de los hermanos norteamericanos, la parroquia Nuestra Señora del Consuelo y, el 25 de octubre de 1986, se inauguró solemnemente el templo de Nuestra Señora de Gracia, para la parroquia del mismo nombre. 
En 1952 la Orden retornó a lugares en donde ya evangelizó la provincia en el siglo XVI: se hizo cargo de la parroquia de San Pedro de Lloc, también de la de Nuestra Señora de Guadalupe en Pacasmayo. El 6 de agosto de 1961, se consagró el templo al Señor de los Milagros en Pacasmayo, junto a un modesto convento. También se puso a andar el Colegio de Primaria "Nuestro Señor de los Milagros". Por unos años, atendió nuevamente la antigua parroquia de San Agustín del pueblo de Guadalupe. 
La fundación del Colegio de Primaria y Secundaria de Chiclayo data de 1966. Desde él se atendió también, durante varios años, la Parroquia de Nuestra Señora del Carmen de Pimentel. Actualmente la Comunidad del Colegio cuenta con una parroquia.
En el 2005 la Provincia de Nuestra Señora de Gracia recuperó su autonomía de la Provincia de Agustina de España.

## Parroquias
- Nuestra Señora del Consuelo. - Prolog. Av. Primavera 1620. Santiago de Surco. -
- Nuestra Señora de Gracia. - Calle 23 N.º 180. Corpac, San Borja. -
- Toribio de Mogrovejo. - Av. Trujillo N.º 590. Chosica. -
- San Agustín de Chiclayo. -
- Capilla Nuestra Señora de la Consolación. - Interior del Colegio San Agustín. San Isidro. -
- Capilla Santa Rosa - Colegio Santa Rosa. Chosica.

## Colegios
- Colegio San Agustín de Lima - Año 1903 - Av. Javier Prado-Este 980. San Isidro. -
- Colegio Santa Rosa de Chosica - Año 1911 - Av. Trujillo N.º 590. Chosica. -
- Colegio Nuestra Señora del Consuelo. - Año 1999 - Prolog. Av. Primavera 1620. Santiago de Surco.
- Colegio San Agustín de Chiclayo - Año 1966 - km 8 de Carretera a Pimentel. Chiclayo. Lambayeque. -

## Casas
- Curia Provincial Nuestra Señora del Consuelo. - Av. Pablo Carriquiri 128. San Isidro. -
- Convento de San Agustín - Jirón Ica N.º 251, Casilla 213. Lima. -
- Casa de Formación San Agustín - Panamericana Sur km 20. (Altura del peaje de Villa). -
- Casa de Retiro "Santa Mónica" - Interior de la Casa de Formación. -
- Casa Pastoral Juvenil Agustina - Av. Pablo Carriquiri 148. San Isidro. -

## Superiores provinciales
Durante el período en el cual la provincia estuvo con régimen suspendido, ejercía el provincialato del Perú el Prior Provincial de la Provincia del Santísimo Nombre de Jesús de Filipinas, y en su nombre gobernaba un Superior. Algunos de los superiores provinciales desde la restauración de la Provincia en 1894, hasta el 2005, cuando en el gobierno del padre Miguel Diez, la Provincia recuperó su autonomía de la Provincia del Santísimo Nombre de Jesús de Filipinas.
- M. R. P. Fr. Eustasio Esteban †
- M. R. P. Fr. Ignacio Monasterio †
- M. R. P. Fr. Lucio Fernández †
- M. R. P. Fr. Baldomero Macía †
- M. R. P. Fr. Cesareo Fernández
- M. R. P. Fr. Senén González M.
- M. R. P. Fr. Miguel Diez M. †

## Priores provinciales
En el año 2005 con la aprobación del Padre Robert Prevost, prior general de la Orden, la Provincia de Nuestra Señora de Gracia del Perú recuperó su régimen ordinario, siendo nombrado prior provincial el superior P. Miguel Diez.
- (2005 - 2006) M. R. P. Fr. Miguel Diez M. OSA †
- (2006 - 2010) M. R. P. Fr. Agustín Crespo Z.
- (2010 - 2014) M. R. P. Fr. Alexander Lam A.
- (2014 - 2018) M. R. P. Fr. Alexander Lam A.
- (2018 - 2021) M. R. P. Fr. Giancarlo Portillo
- (2021 - 2026) M. R. P. Fr. Hernanis Díaz (Actual).

## Familia agustiniana en el Perú

### Vicariatos apostólicos agustinos, independientes a la Provincia
La Orden de San Agustín en el Perú posee además tres vicariatos apostólicos, que son independientes de la Provincia de Nuestra Señora de Gracia, y se encuentran ahora en un proceso de Federación. Cada vicariato posee un padre vicario como superior, pero se mantienen los lazos de fraternidad y unión.
Los vicariatos agustinianos son tres:

#### Vicariato San Juan de Sahagún de Chulucanas
- Fundado el 6 de septiembre de 1986
- A cargo de Padres Agustinos Estadounidenses, de la Provincia de Chicago
- Casa Central: "Convento San Tomas de Villanueva", Mz f. lote 21 Urbanización San Vicente/Trujillo

#### Vicariato de Iquitos
- Fundado el 4 de diciembre de 1899
- A cargo de Padres Agustinos Españoles
- Casa Central: "Convento San Agustin", Av. Grau N.º 788 / Iquitos

Vicariato San Agustín de Apurímac
- Fundado el 26 de abril de 1968
- A cargo de Padres Agustinos Italianos, de la Provincia de Roma
- Casa Central: "Convento Seminario Fray Diego Ortiz", Av. San Agustín G-3, Urb. Larapa Grande, Distrito de San Jerónimo, Cusco.

### Monasterio de la Encarnación
El monasterio de la Encarnación es el primer monasterio de vida contemplativa que se fundó en el Perú, el 25 de marzo de 1558, solemnidad de la Encarnación del Señor. Inicialmente tuvo el nombre de Nuestra Señora de los Remedios, pero se hizo popular con el nombre de la Encarnación.
Originalmente se ubicó en la calle Concha, siendo fundado por Leonor de Portocarrero y su hija, Mensía de Hernández Girón, y auspiciado por el padre fray Andrés de Santa María OSA; y contó con la protección del virrey Andrés Hurtado de Mendoza. Posteriormente el beaterio se mudaría a su nuevo local, el 21 de junio de 1562, así pudo inaugurarse el nuevo monasterio con una gran fiesta, contando con la presencia del virrey Conde de Nieva, el arzobispo Jerónimo de Loayza OP, y miles de limeños, en fastuosa procesión, celebrando el inicio del monasterio. Este se ubicó donde hoy se encuentra el Edificio Encarnación en la Plaza San Martín.
A lo largo de la época colonial, la Encarnación fue uno de los monasterios más poblados en Perú, para 1631 el monasterio contaba con 233 profesas de velo negro, 37 de velo blanco, 18 novicias, 45 donadas, 34 seglares hijas de nobles y más de 400 mestizas, mulatas, negras.
La Encarnación también es considerado el monasterio madre de numerosas comunidades religiosas y conventos del Perú Virreinal, de aquí salieron religiosas para la fundación del Monasterio de la Concepción (18 de agosto de 1573); para reedificar y renovar el de monjas Bernardas (21 de febrero de 1579) y para fundar el Monasterio de Santa Clara (10 de septiembre de 1605). En 1640, las hermanas Angela y Francisca de Zárate y Recalde OSA, salieron de la Encarnación para fundar el monasterio de agustinas de Nuestra Señora del Prado en Barrios Altos.
Con el paso de los años el monasterio sufrió grandes expropiaciones, y el terreno del monasterio original se vio muy disminuido, en 1940 un terremoto y un posterior incendio obligó a las religiosas a abandonar su ubicación en el centro de Lima. Es así que 1943 la comunidad se traslada a la Avenida Brasil 1780 en el distrito de Pueblo Libre, donde hoy se levanta el actual Monasterio de la Encarnación, donde residen las monjas agustinas. 
Actualmente, con el apoyo de un monasterio agustino español, el monasterio cuenta con religiosas y novicias Agustinas de vida contemplativa; y un bello templo que fue terminado gracias a la iniciativa de los fieles, obra al servicio de la Iglesia. La actual priora del Monasterio es la Hna. Carmen Toledano OSA.

### Agustinas de vida apostólica
- Agustinas Misioneras: Las agustinas misioneras fueron fundadas por tres terciarias agustinas en España en 1890, y como su nombre lo indican se dedican más que todo a la labor misionera, así llevan trabajando en la selva del Perú desde mucho tiempo.
- Agustinas Hermanas del Amparo: Fundadas por el canónigo agustino P. Sebastián Gili Vives en España en 1859. Estas agustinas también son misioneras, la gran mayoría provienen de Italia y realizan su pastoral sobre todo en Trujillo y Cuzco, desde 1972.
- Agustinas Hijas del Santísimo Salvador: Congregación de agustinas, fundada por el Padre Fr. Eustasio Esteban, O.S.A. y la S. D. Rafaela de la Pasión Veintemilla, H. S. S., en la ciudad de Lima en el año 1896. Antiguamente conocidas con el nombre de "Agustinas Terciarias Hijas del Santísimo Salvador". En un inicio fueron terciarias agustinas, hasta que posteriormente se les reconoció como congregación. Su labor principal es la adoración al Santísimo Sacramento y la pastoral con jovencitas de la calle. La Curia General se encuentra en el Monasterio Colonial de Nuestra Señora del Prado en Barrios Altos, antiguo monasterio de monjas agustinas que se unieron a la causa de la Hna. Rafaela y Fray Eustacio.